# جرينلاند للتجارة
جرينلاند للتجارة (بالجرينلاندية: Kalaallit Niuerfiat، وبالدنماركية: Grønlands Handel)، هي مجموعة شركات للتجارة في جرينلاند بالدنمارك. وتعتبر الوريث لقسم الإدارة التجارية الملكية بجرينلاند؛ والتي كانت تسيطر على إدارة شئون جرينلاند منذ عام 1774 حتى 1908، وطلت تحتكر التجارة في جرينلاند حتى عام 1950. أما اليوم، فلا زالت الشركة تعتبر أحد المكونات الرئيسية لاقتصاد جرينلاند، وهي مملكوكة بالكامل من قبل حكومة الحكم الذاتي في جرينلاند. ويقع مقر الشركة الرئيسي في مدينة سيسيميوت ثاني أكبر مدن البلاد.